# Sven Joachimsson
Sven Joachimsson, född den 26 september 1911 i Norrköping, död den 24 maj 1997 i Vänersborg, var en svensk läkare. Han var bror till Nils Joachimsson och måg till Erling Eidem.
Joachimsson avlade studentexamen i Stockholm 1930, medicine kandidatexamen vid Karolinska institutet i samma stad 1933 och medicine licentiatexamen där 1938. Han var assisterande och extra läkare på medicinska, pediatriska och otiatriska klinikerna vid Akademiska sjukhuset samt centralsanatoriet 1938–1941, underläkare vid Borås lasarett 1942–1945, vid Norrtulls sjukhus 1945–1946 och vid Stockholms epidemisjukhus 1946–1947. Joachimsson var överläkare på barnkliniken vid Vänersborgs lasarett 1947–1975. Han deltog i Rädda barnens hjälparbete i Ungern 1946. Joachimsson blev riddare av Nordstjärneorden 1959. Han vilar på Strandkyrkogården i Vänersborg.